# Jonne (voornaam)
Jonne is een Finse jongensnaam. Varianten van de naam zijn Jõnne, jonne, Jönne en Jonné. De naam is afgeleid van Johannes en het Hebreeuwse Johanan met als betekenis 'Jahweh is genadig'.

## Nederland
De naam Jonne werd in Nederland populair vanaf het midden van de jaren zeventig van de twintigste eeuw. De naam wordt verspreid in Nederland aangetroffen. 
Jonne komt sindsdien zowel als jongensnaam als meisjesnaam voor. In 2014 werd Jonne 404 keer als eerste jongensnaam gegeven en 149 keer als tweede naam. In 2014 werd Jonne 483 keer als eerste en 86 maal als tweede meisjesnaam gegeven. Vrouwelijke varianten zijn Jonna en Jonnã.

## Bekende naamdragers
- Jonne Aaron - zanger
- Jonne Hjelm - voetballer
- Jonne Järvelä - zanger en componist
- Jonne Kramer - schrijfster
- Jonne Moleman - zwemster
- Jonne Severijn - regisseur
- Jonne Tammela - ijshockeyer
- Jonne Valtonen - componist